# Koronacja Napoleona
Koronacja Napoleona (nazwa pierwotna Konsekracja cesarza Napoleona I i Koronacja cesarzowej Józefiny w katedrze Notre-Dame de Paris, 2 grudnia 1804) – obraz francuskiego malarza Jacques’a-Louis Davida z 1806 roku.

## Historia obrazu
Obraz powstał na zamówienie Napoleona i miał uwiecznić ceremonię koronacji, która odbyła się 2 grudnia 1804 roku w Katedrze Notre-Dame. David był uczestnikiem ceremonii, podczas której stworzył liczne rysunki przygotowawcze do późniejszego obrazu.
Prace nad obrazem David rozpoczął 21 grudnia 1805 roku w dawnej kaplicy Kolegium Cluny, w pobliżu Sorbony, która służyła mu jako tymczasowy warsztat. W tworzeniu dzieła pomagał mu jego uczeń Georges Rouget. Tworzenie dzieła zakończył w listopadzie 1807 roku. Od 7 lutego do 21 marca 1808 roku praca była wystawiona w Salonie. Do 1819 roku obraz był własnością malarza, po czym dzieło zawieszono w Muzeum Królewskim, gdzie znajdowało się do 1837 roku. Następnie, na rozkaz króla Ludwika Filipa, obraz przeniesiono do Wersalu, a w 1889 roku do Luwru.

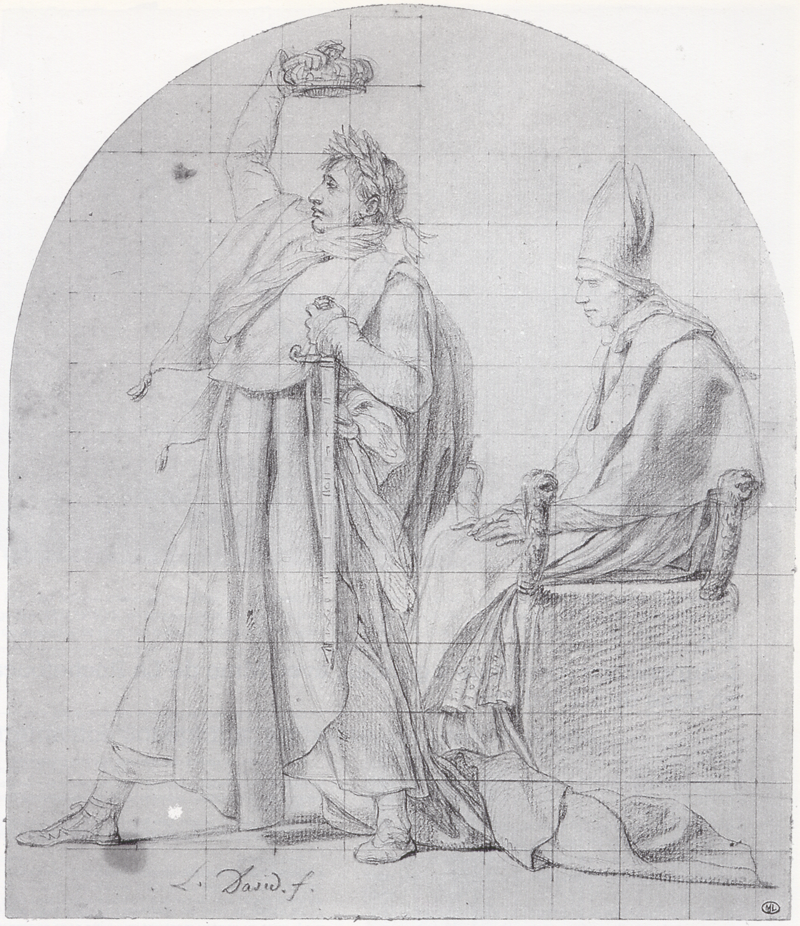
Szkic przygotowawczy do obrazu Koronacji.

## Wierność tematyczna obrazu
Pierwotnie artysta planował stworzenie cyklu czterech obrazów, opowiadających o całym wydarzeniu historycznym. Jednak ostatecznie postanowił uwiecznić moment koronacji cesarzowej Józefiny przez Napoleona, już z koroną na głowie. Wybór tej sceny spowodowany był prawdopodobnie chęcią uniknięcia przedstawienia kontrowersyjnego aktu samokoronacji imperatora w obecności papieża. Z obrazu zniknęły, widoczne na szkicach, liczne rzeźby, co uprościło kompozycję obrazu i lepiej uwidoczniło zebrane postacie. Osobistości, wiernie sportretowane, zostały namalowane w małych grupach w mniejszej skali na tle monumentalnej architektury.
Obraz, dzięki wierności odtworzonej sceny, uważany jest za dokument historyczny, choć niektóre osoby na nim przedstawione w rzeczywistości nie były obecne podczas koronacji.
Przedstawione postacie:

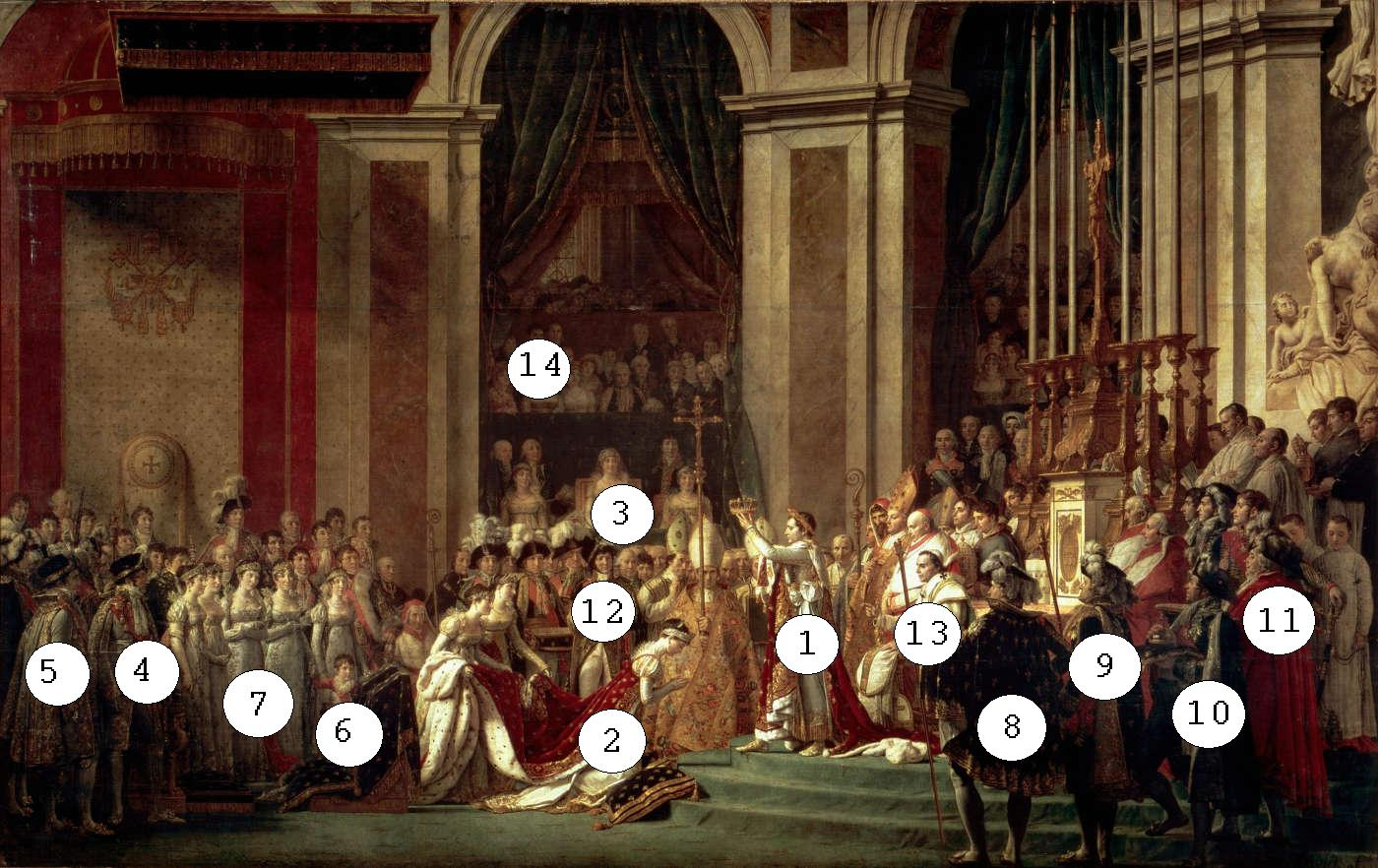
Postacie

1. Napoleon (1769–1821) – przedstawiony na podobieństwo cesarzy rzymskich; stoi, trzymając koronę.
2. Józefina (1763–1814) – żona Napoleona; klęczy i przyjmuje koronę z rąk męża, a nie jak to było w zwyczaju z rąk papieża.
3. Maria Letizia Ramolino (1750–1836) – matka Napoleona. David umieścił ją na trybunach w wyeksponowanym miejscu, przez co wydaje się być ważniejszą personą niż papież. W rzeczywistości matka nie brała udziału w ceremonii na znak protestu przeciw zatargowi Napoleona z jego bratem Józefem. Maria poprosiła malarza, by umieścił ją i syna na obrazie, za co Napoleon był wdzięczny mistrzowi.
4. Louis Bonaparte (1778–1846) – brat Napoleona, późniejszy król Holandii.
5. Joseph Bonaparte (1768–1844) – starszy brat Napoleona, który nie uczestniczył w ceremonii z powodu kłótni z cesarzem.
6. Młody Napoleon Karol Bonaparte (1802–1807) – syn Louisa Bonaparte i Hortensji de Beauharnais.
7. Siostry Napoleona.
8. Charles François Lebrun (1739–1824).
9. Jean Jacques Régis de Cambacérès (1753–1824).
10. Louis-Alexandre Berthier (1753–1815) – trzyma glob zwieńczony krzyżem.
11. Talleyrand (1754–1836) – wielki szambelan od 11 lipca 1804.
12. Joachim Murat (1767–1815) – marszałek cesarstwa, król Neapolu od 1808 roku, brat szwagra Napoleona i mąż Karoliny Bonaparte.
13. Papież Pius VII – otoczony przez dostojników duchownych, aby nie narażać nowej równowagi między Kościołem a państwem, papież zgodził się uczestniczyć w koronacji.
14. Malarz Jacques-Louis David siedzący na trybunach.